# Lidianópolis
Lidianópolis là một đô thị thuộc bang Paraná, Brasil. Đô thị này có diện tích 169,138 km², dân số năm 2007 là 4151 người, mật độ 19,4 người/km².